# Thomas Kahlenberg
Thomas Kahlenberg (Hvidovre, 20 de Março de 1983) é um ex-futebolista dinamarquês que atuava como meio-campista. 

## Carreira
Kahlenberg se profissionalizou no Brøndby IF.
Kahlenberg integrou a Seleção Dinamarquesa de Futebol na Eurocopa de 2004, 2012 e na Copa de 2010.

## Títulos
Brøndby IF
- Danish Superliga: 2001–02, 2004–05
- Danish Cup: 2002–03, 2004–05

### Prêmios individuais
- Equipe do torneio do Campeonato Europeu Sub-21 de 2006[1]